# Gmünd in Kärnten
Gmünd in Kärnten is een gemeente in de Oostenrijkse deelstaat Karinthië, gelegen in het district Spittal an der Drau. De gemeente heeft ongeveer 2600 inwoners.
Van 1944 tot 1950 was hier de firma Porsche gevestigd. Gmünd heeft sinds 1982 een Porsche-museum, Helmut Pfeifhofer.

## Geografie
Gmünd in Kärnten heeft een oppervlakte van 31,59 km². Het ligt in het zuiden van het land.

## Foto's

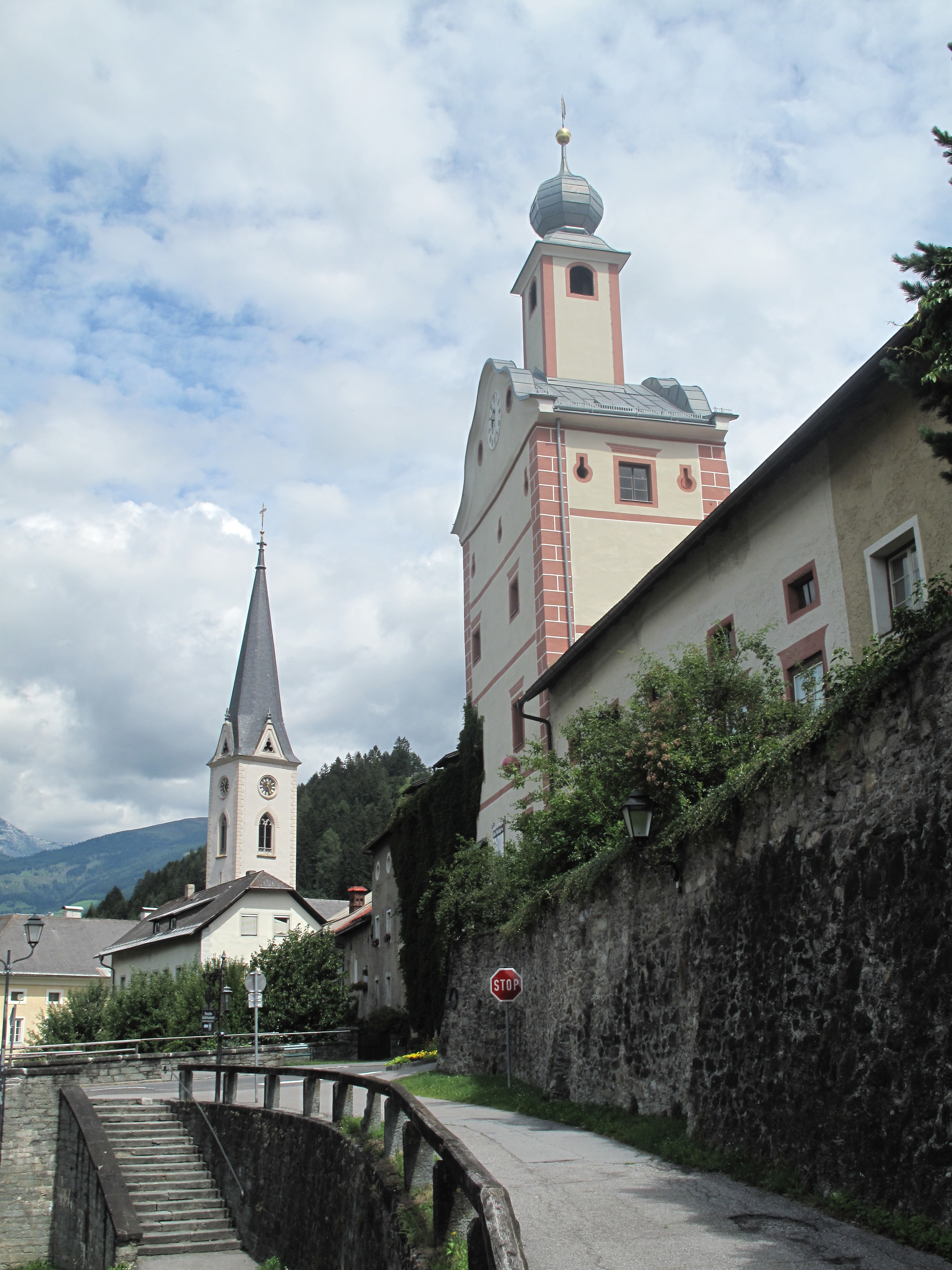
Parochiekerk en stadspoort met toren
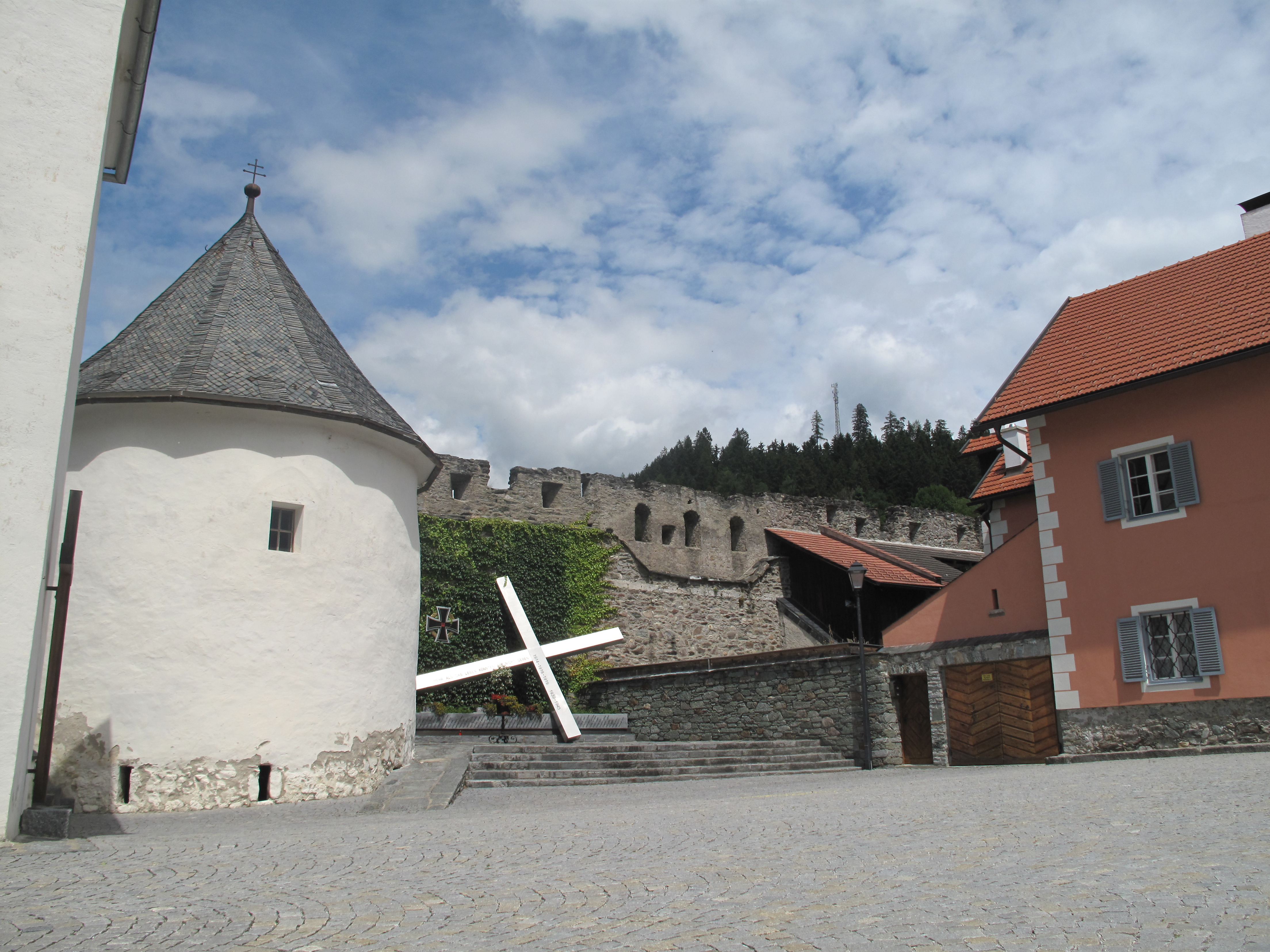
Gmünd, straatzicht bij muur met toren
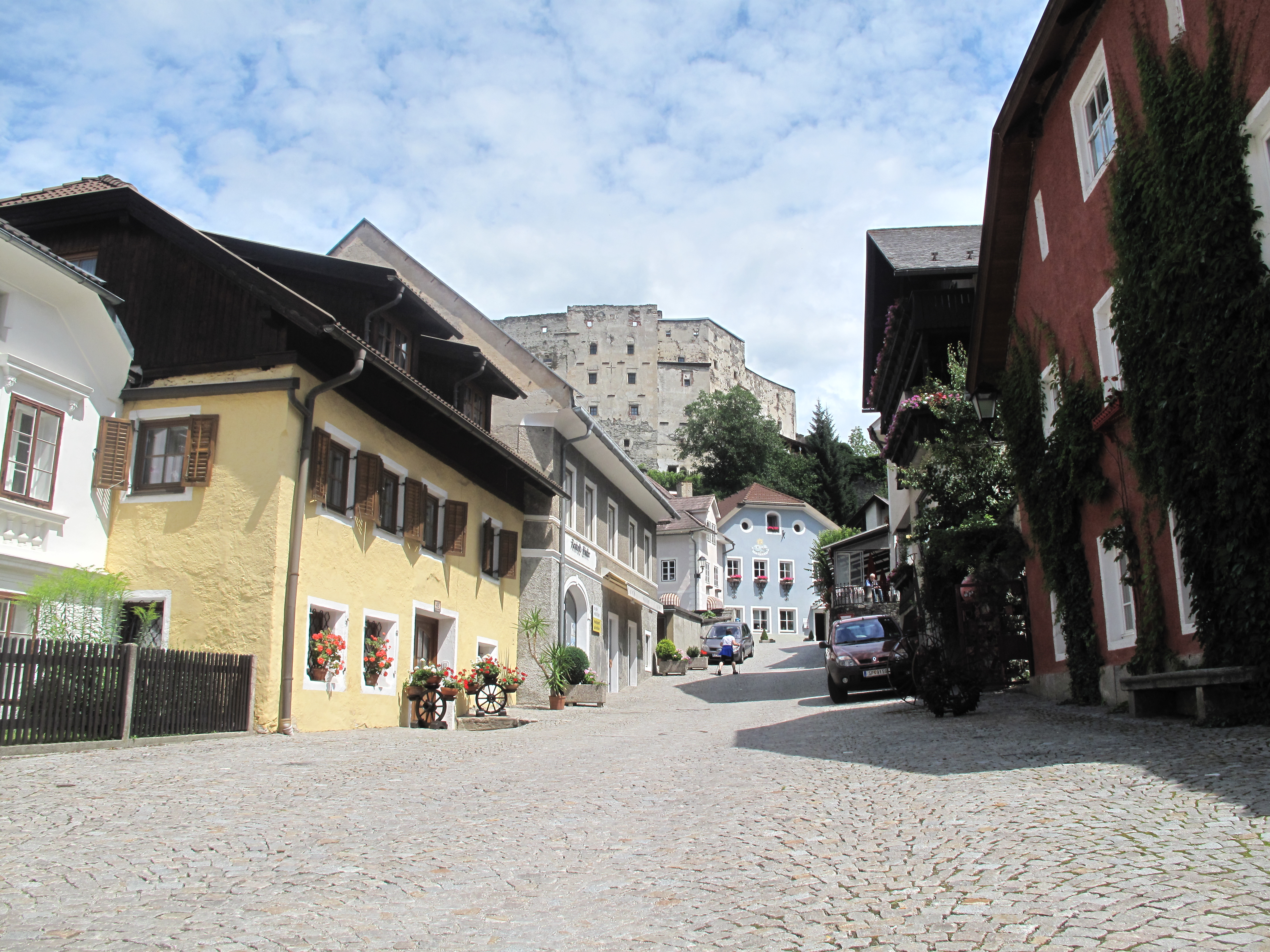
Gmünd, straatzicht naar Burg
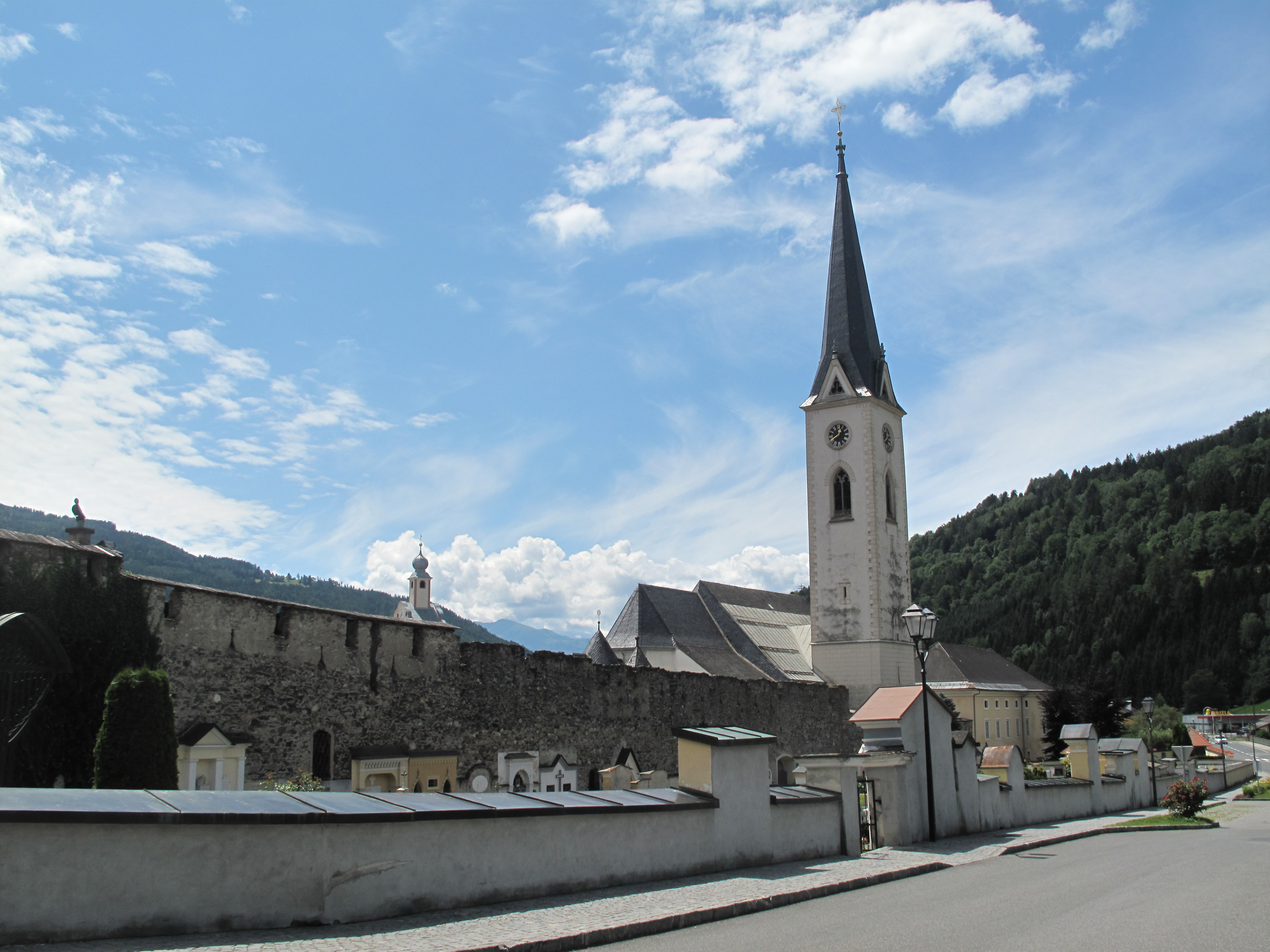
Pfarrkirche Maria Himmelfahrt

Bad Kleinkirchheim · Baldramsdorf · Berg im Drautal · Dellach im Drautal · Flattach · Gmünd in Kärnten · Greifenburg · Großkirchheim · Heiligenblut am Großglockner · Irschen · Kleblach-Lind · Krems in Kärnten · Lendorf im Drautal · Lurnfeld · Mallnitz · Malta in Kärnten · Millstatt am See · Mörtschach · Mühldorf · Oberdrauburg · Obervellach · Radenthein · Rangersdorf · Reißeck · Rennweg am Katschberg · Sachsenburg · Seeboden am Millstätter See · Spittal an der Drau (stad) · Stall · Steinfeld · Trebesing · Weissensee · Winklern
- Gemeinsame Normdatei: 4093624-7
- Nationale Bibliotheek van Tsjechië: ge1131169
- Virtual International Authority File: 242558723